# Ekkehard (Roman)

Ekkehard. Titel der Erstausgabe von 1855

198. Auflage von 1903

Ekkehard, vollständiger Titel: Ekkehard. Eine Geschichte aus dem zehnten Jahrhundert, ist ein historischer Roman von Joseph Victor von Scheffel. Das Werk erschien erstmals im Jahre 1855 bei Johann Valentin Meidinger Sohn in Frankfurt, nachdem die zunächst geplante Veröffentlichung im Verlag Otto Janke in Berlin gescheitert war. Wie Felix Dahns Ein Kampf um Rom und Gustav Freytags Die Ahnen wurde Ekkehard der Gattung des von historischer und topographischer Treue bestimmten sogenannten Professorenromans zugerechnet.
Der Roman war, wie sein kurz zuvor erschienenes Erstlingswerk Der Trompeter von Säkkingen in seiner Zeit außerordentlich erfolgreich und erfuhr noch zu Lebzeiten seines Verfassers 90 Auflagen. Theodor Fontane konstatierte nach Erscheinen, dass Ekkehard zu den besten Büchern zähle, die er gelesen habe. Das relativ hohe Honorar von 1200 Gulden, das Scheffel für das Buch erhielt, verwendete er für eine gemeinsam mit dem Maler Anselm Feuerbach im Juni 1855 unternommene Reise nach Italien.

## Entstehung
Der Roman entstand aus den Vorarbeiten zu einer Habilitationsschrift in altdeutscher Staats- und Rechtsgeschichte, die Scheffel 1853 an der Universität Heidelberg begonnen hatte, aber nicht zum Abschluss brachte. Auch eine Bewerbung mit seiner Übersetzung des mittellateinischen Waltharilieds auf den Lehrstuhl für deutsche Literatur an der Universität Zürich im darauffolgenden Jahr verlief erfolglos. In einem Brief an den mit ihm befreundeten Schriftsteller Paul Heyse erklärte Scheffel, dass er darauf der Versuchung nicht habe widerstehen können, seine „academischen Vorarbeiten zu einem Roman umzugestalten“. Als Quellengrundlage des mit 285 wissenschaftlichen Anmerkungen versehenen Werks diente die von Ratpert begonnene und von Ekkehard IV. um die Ereignisse von etwa 890 bis 972 fortgeführte St. Galler Klostergeschichten, den Casus Sancti Galli in der 1829 von dem Bibliothekar der Stiftsbibliothek St. Gallen, Ildefons von Arx, edierten Ausgabe des Werks in den Monumenta Germaniae Historica.
Bei seinen akademischen Recherchen war Scheffel auf zwei weitere St. Galler Mönche desselben Namens aus dem 10. Jahrhundert gestoßen, nämlich Ekkehard I., den Verfasser des Walthari-Lieds, sowie den in der Klosterchronik genannten Ekkehard II., der der Witwe des Schwabenherzogs Burkhart auf dem Hohentwiel den Vergil erklärt habe. Diese beiden Ekkeharde verschmolz Scheffel dann in seinem Roman zu einer einzigen Person und verwob sie in eine – durch die Quellen nicht belegte – tragische Liebesgeschichte mit der Herzogin. Für den Aufbau seines Romans änderte Scheffel auch die chronologische Abfolge der in den St. Galler Klostergeschichten berichteten Ereignisse, wobei er „ein überaus farbenfrohes Lebensgemälde längstverschwundener Zeiten geschaffen“ habe.

## Handlung

Anton von Werner: „Ekkehard trägt die Herzogin über die Schwelle des Klosters“ (1867)

Ort der Handlung ist zunächst das Kloster St. Gallen, wo sich Hadwig, die Witwe des Herzogs Burchards III. von Schwaben, zur Visitation des ihr unterstehenden Klosters angesagt hat. Da sie aber als Frau die Schwelle des Klausurbereichs nicht überschreiten, der Konvent aber ihren Besuch nicht ablehnen darf, macht der Pförtner Ekkehard im Scherz den Vorschlag, sie über die Schwelle zu tragen, eine Aufgabe, die ihm zufällt und den Beginn einer problematischen Liebesbeziehung bildet. Neben einer Abschrift der Aeneis des Vergil aus der Klosterbibliothek erbittet sich Hadwig den Mönch Ekkehard als ihren Lateinlehrer. Auf seiner Wanderung zum Hohentwiel überrascht und prügelt er bei seiner Rast in Kloster Reichenau den sittenlosen Kellermeister Rudiman, was ihm die Feindschaft des Klosters einträgt. Vor Erreichen der Burg wird er von Reisigen überfallen und in die Burg verschleppt – wie sich herausstellt als Scherz Hadwigs wegen ihres eigenen ungewöhnlichen Einzugs im Kloster.
Als Ekkehard erfährt, dass auf der alemannischen Kultstätte Hohenkrähen eine Waldfrau unter einer Eiche heidnische Opferhandlungen durchführt, lässt er in missionarischem Eifer die Eiche fällen und die Frau vertreiben. Diese nicht in den St. Galler Klostergeschichten verzeichnete Episode stellt eine literarische Parallele zum Fällen der Donareiche durch Bonifatius dar.

Anton von Werner: „Die Ankunft der St. Galler Mönche auf dem Hohentwiel“ (1883)

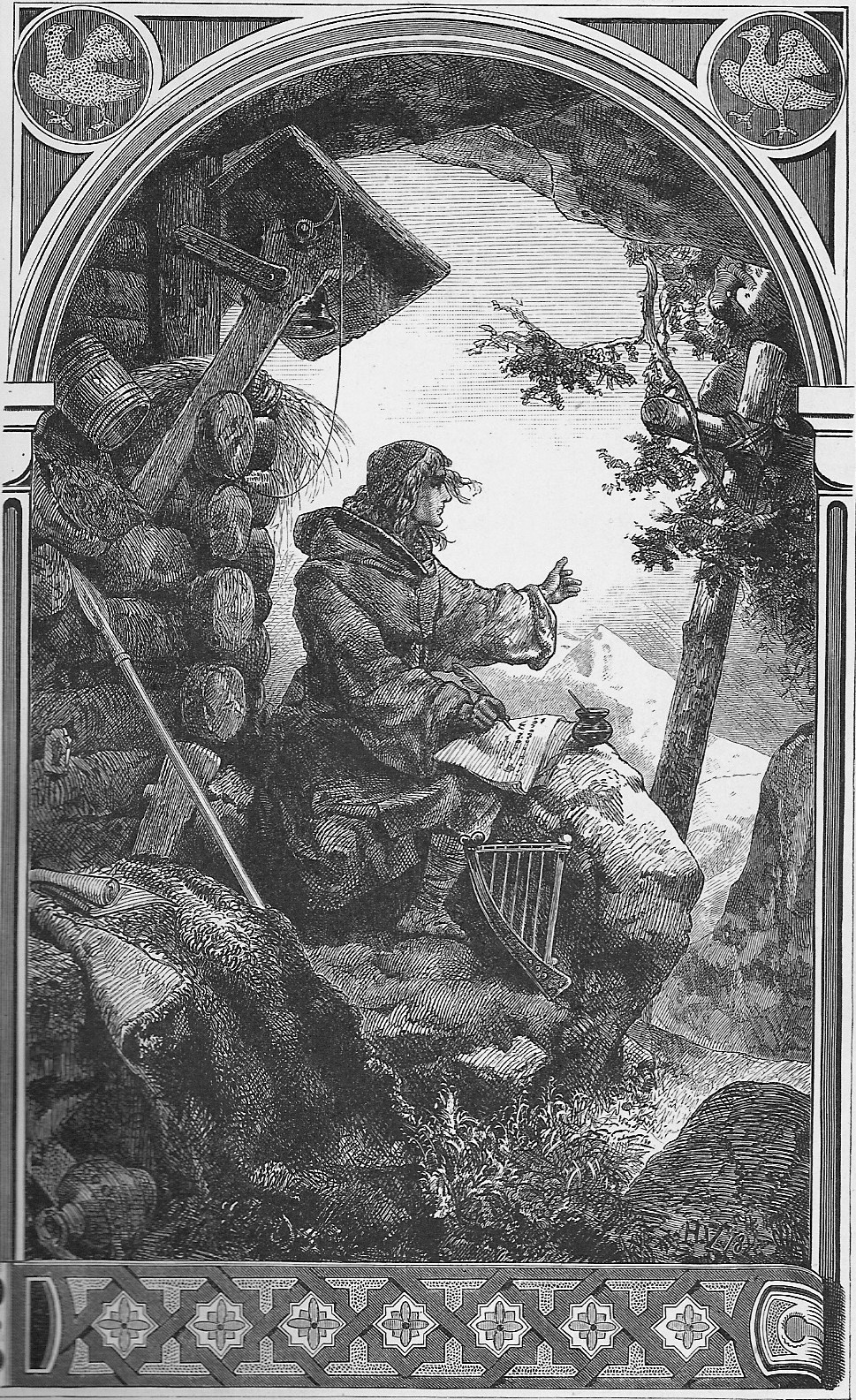
„Ekkehard dichtet vor dem Wildkirchlein das Waltharilied“ (1876)

Anlässlich des (tatsächlich bereits 926 unter König Heinrich I. erfolgten) Einfalls der hier als Hunnen bezeichneten Magyaren wird Ekkehard zu den (heute nicht mehr existenten) Heidenhöhlen bei Überlingen geschickt, wo der dort verborgen lebende letzte König der Karolinger, Karl der Dicke, den Rat erteilt, sich gegen die Hunnen zu bewaffnen und das Land zu verteidigen. Auch die Mönche von Reichenau und St. Gallen flüchten auf den Hohentwiel, wo eine militärische Verteidigung organisiert wird. Von Hadwig wird Ekkehard das Schwert Herzog Burchards überreicht, in Konflikt mit seinem Gelübde verweigert er sich aber der unausgesprochenen Forderung Hadwigs auf eheliche Verbindung.
In der auf beiden Seiten verlustreichen Ausfallschlacht, die zum Sieg über die Hunnen führt, bewährt sich Ekkehard als Kämpfer. Entscheidend für den Sieg aber ist das Eingreifen des „Alten aus der Heidenhöhle“, der den Hunnenführer erschlägt, dabei selbst fällt und dadurch seine wenig erfolgreiche Herrschaft sühnt.
Beim Verlassen des Klosters war der geistig behinderte Heribald trotz Drängen der übrigen Mönche zurückgeblieben und erlebt die hunnische  Besetzung des Klosters. Dank der Fürsprache Ericas, der schwäbischen Geliebten des Hunnenfürsten, bleibt er verschont. In einer weiteren Nebenhandlung befreit die Gänsehirtin Hadumoth den Ziegenhirten Audifax aus hunnischer Gefangenschaft, während der gefangene Hunne Cappan die Magd Friderun heiratet.
Nach Überwindung der Hunnengefahr geht Hadwig auf kühle Distanz zu Ekkehard, indem sie dessen inzwischen aus St. Gallen eingetroffenen Neffen Burkard sichtlich bevorzugt, und reizt ihn damit zu einem unüberlegten Liebesgeständnis. Von seinem Feind, dem Reichenauer Mönch Rudiman bloßgestellt, wird er ins Burgverlies gesetzt, vermag aber mithilfe von Praxedis, der byzantinischen Dienerin der Herzogin, zu entfliehen. Als Einsiedler findet er in einer Höhle beim Wildkirchlein am Fuße des Säntis Zuflucht. In der Abgeschiedenheit der Berge verfasst er das dem Nibelungenkreis zugehörige Walthari-Lied, von dem Scheffel eine Prosaübersetzung – dieselbe, mit der er sich in Zürich beworben hatte – mitteilt.
Gleichsam als Gegenbild zu der unglücklichen Beziehung zwischen Herzogin und Mönch entwickelt Scheffel die parallele Geschichte des jungen Ziegenhirten Audifax und der Gänsemagd Hadumoth, von denen ersterer bei der Hunnenschlacht in Gefangenschaft gerät und von letzterer gesucht und befreit wird, während die Magd Friderun den gefangenen Hunnen Cappan ehelicht.

## Text
- Ekkehard (1855) (Digitalisat und Volltext im Deutschen Textarchiv)

## Illustrationen
Eine Prachtausgabe des Ekkehard-Romans mit 250 geplanten Illustrationen des mit Scheffel befreundeten Anton von Werner, für welche beide 1875 eine gemeinsame Studienreise an den Bodensee unternommen hatten, kam nie zustande; getrennt publiziert wurde nur eine Zeichnung, Die Ankunft der St. Galler Mönche auf dem Hohentwiel. Zu seiner Hochzeit 1864 schenkte er Scheffel eine Tuschezeichnung der Szene, in der Ekkehard die Herzogin über die Klosterschwelle trägt.

## Werke, basierend auf demEkkehard
- Ekkehard, Oper von Johann Joseph Abert aus dem Jahr 1878 auf ein Libretto von Adolf Kröner. CD-Aufnahme (1998) mit Jonas Kaufmann, Christian Gerhaher, Nyla van Ingen, Susanne Kelling, Henryk Böhm, Alfred Reiter, Stuttgarter Choristen, SWR Rundfunkorchester unter Peter Falk. Konzertmitschnitt von den herbstlichen Musiktagen Bad Urach 1998. Capriccio 2000. OCLC 806952535

## Verfilmung
- Ekkehard, sechsteilige deutsch-ungarische Historienserie nach dem Roman von Victor von Scheffel, Buch und Regie Diethard Klante, mit Gabriel Barylli in der Titelrolle. Deutsche Erstausstrahlung: 24. November 1989 in Das Erste.